# Janetiella thymi
Janetiella thymi är en tvåvingeart som först beskrevs av Jean-Jacques Kieffer 1888.  Janetiella thymi ingår i släktet Janetiella och familjen gallmyggor. Inga underarter finns listade i Catalogue of Life.